# Vladimer Barkaia
Vladimer Barkaia, grúzul: ვლადიმერ ბარქაია, oroszul: Владимир Александрович Баркая, Vlagyimir Alekszandrovics Barkaja (Gagra, 1937. július 29. – Tbiliszi, 2022. december 30.) szovjet válogatott grúz labdarúgó, csatár, edző.

## Pályafutása

### Klubcsapatban
1957 és 1967 között a Dinamo Tbiliszi labdarúgója volt. A Dinamóval  az
1964-es idényben szovjet bajnok címet nyert. Összesen 226 élvonalbeli mérkőzésen szerepelt és 68 gólt szerzett.

### A válogatottban
1965-ben két alkalommal szerepelt a szovjet válogatottban és két gólt szerzett.

### Edzőként
1968–69-ben a Dinamo Tbiliszi csapatánál dolgozott segédedzőként.

## Sikerei, díjai
Dinamo Tbiliszi
- Szovjet bajnokság
  - bajnok: 1964
  - 3. (2): 1962, 1967

## Statisztika

### Mérkőzései a szovjet válogatottban
| Szovjetunió | Szovjetunió      | Szovjetunió                     | Szovjetunió | Szovjetunió | Szovjetunió | Szovjetunió  | Szovjetunió | Szovjetunió |
| #           | Dátum            | Helyszín                        | Hazai       | Eredmény    | Vendég      | Kiírás       | Gólok       | Esemény     |
| ----------- | ---------------- | ------------------------------- | ----------- | ----------- | ----------- | ------------ | ----------- | ----------- |
| 1.          | 1965. június 27. | Moszkva, Központi Lenin Stadion | Szovjetunió | 6 – 0       | Dánia       | vb-selejtező | 2           | 69' 77'     |
| 2.          | 1965. július 4.  | Moszkva, Központi Lenin Stadion | Szovjetunió | 0 – 3       | Brazília    | barátságos   | -           | 68'         |
|             | Összesen         |                                 |             | 2           | mérkőzés    |              | 2           | gól         |